# 羽後岩谷站
羽後岩谷站（日语：／ Ugo-Iwaya eki */?）是位於秋田縣由利本莊市岩谷町，屬於東日本旅客鐵道（JR東日本）的羽越本線車站。本站在2005年3月由利本莊市成立前為大内町唯一的鐵路車站。

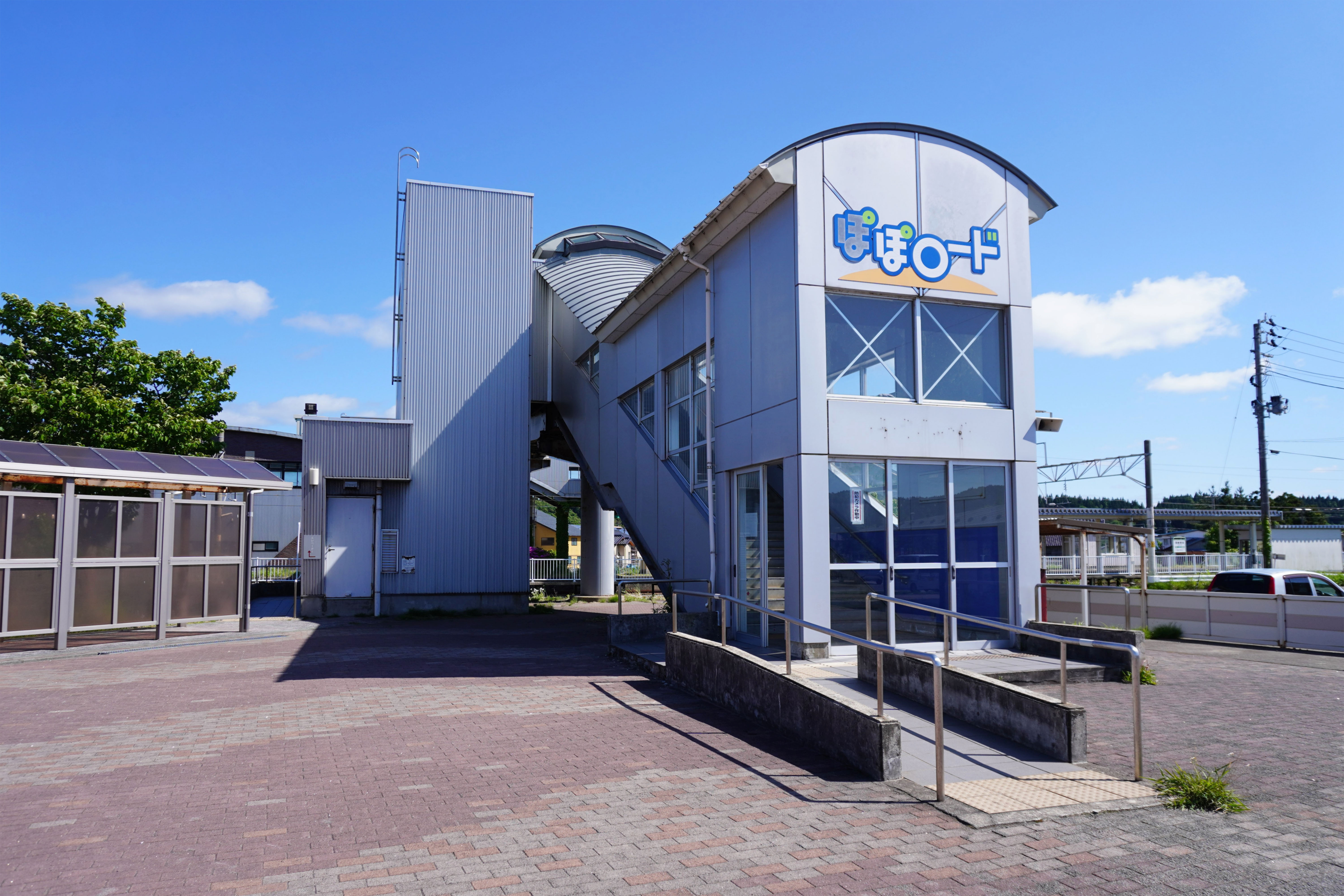
北側的聯絡通道（2024年5月）

## 歷史
- 1922年（大正11年）10月16日：國鐵陸羽西線羽後本莊站至此站之間開通，此站啟用。當時車站位於由利郡（日语：由利郡）岩谷村（日语：岩谷村 (秋田県)）[1]。
- 1924年（大正13年）4月20日：陸羽西線鼠關站至羽後岩谷站之間編入至羽越線。
- 1925年（大正14年）11月20日：隨著支線與赤谷線啟用，羽越線改名為羽越本線。
- 1971年（昭和46年）10月1日：終止貨物起卸業務[3]。
- 1981年（昭和56年）10月15日：成為簡易委託車站[2][4]。
- 1987年（昭和62年）4月1日：伴隨國鐵分割民營化，車站由東日本旅客鐵道（JR東日本）營運。
- 2000年（平成12年）3月8日：前大內町（日语：大内町 (秋田県)）商工會與車站大樓共建在同一建築物內。

## 車站構造

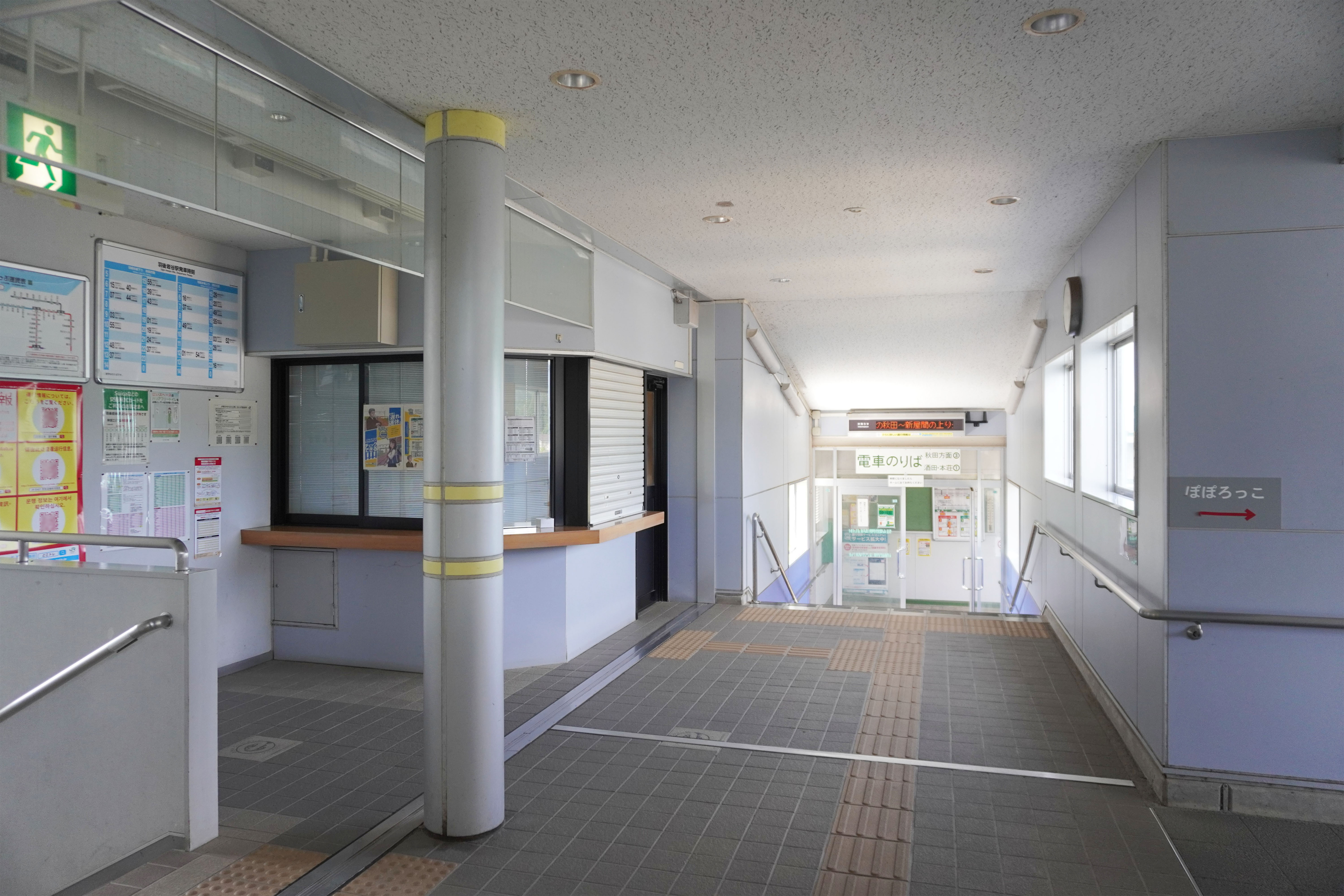
車站大廳與驗票口（2024年5月）

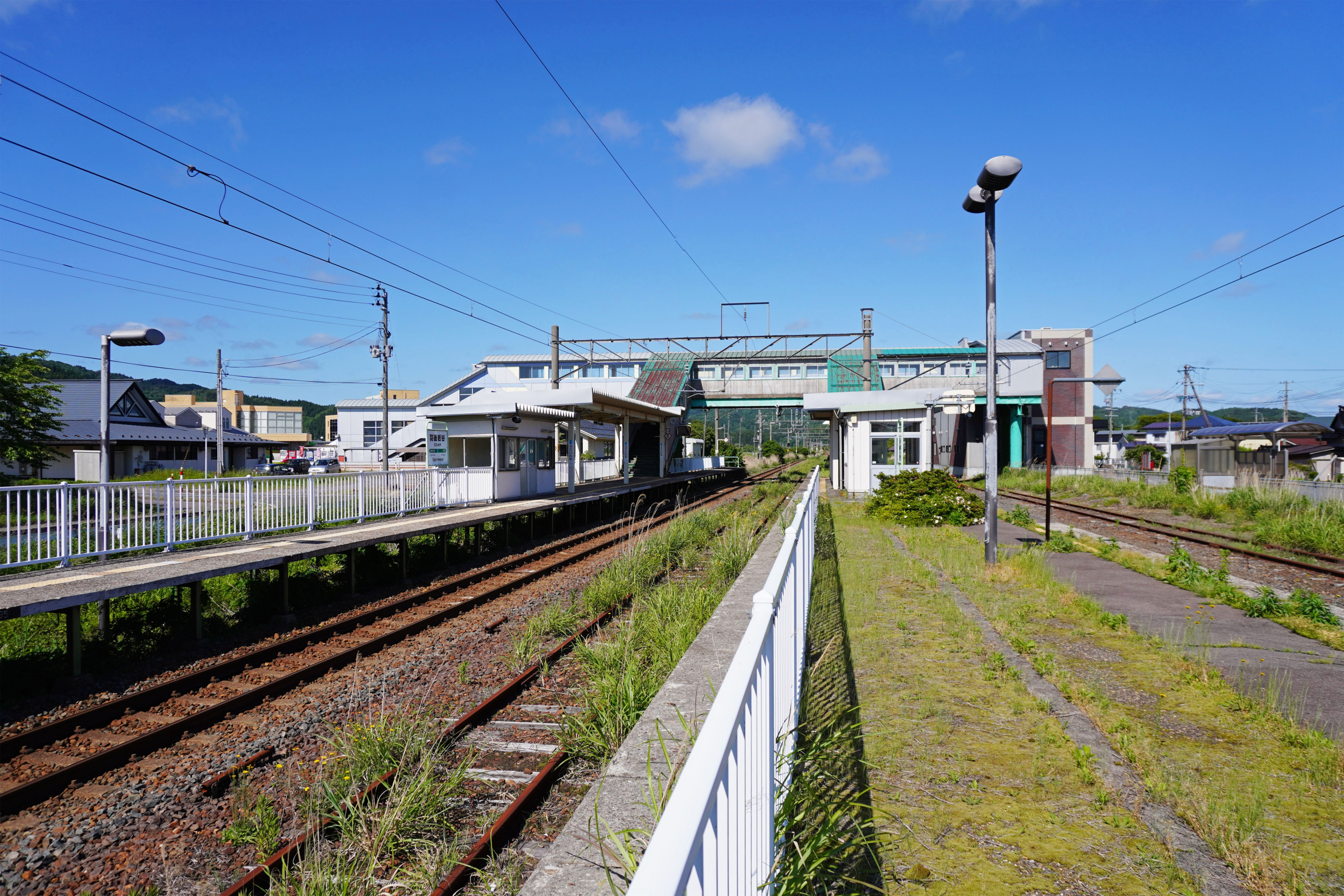
月台（2024年5月）

本站是地面車站，設有2面2線的單式月台。本站原本設有2面3線的混合式月台，後來2號月台的架空電纜被走，形成現時的模樣。各月台之間透過跨線橋連接。
此站是由羽後本莊站管理的簡易委託車站。在橋上的站房內設有售票櫃臺（委托第三方負責售票業務，營業時間6:00-18:00，設有POS終端）。此站的站房在在2000年與前大內町的商工會共建在同一建築物內。

### 月台
| 月台 | 路線      | 上下行 | 方向               |
| ---- | --------- | ------ | ------------------ |
| 1    | ■羽越本線 | 上行   | 羽後本莊、酒田方向 |
| 3    | ■羽越本線 | 下行   | 秋田方向           |

參考

## 使用狀況
根據「JR東日本」資料，在2019年度（令和元年度）1日平均乘車人次為131人。
以下列出近年乘車人次的變化：
| 年度               | 1日平均 乘車人次 | 參考資料        |
| ------------------ | ---------------- | --------------- |
| 2000年（平成12年） | 352              | [ 利用客数 2 ]  |
| 2001年（平成13年） | 354              | [ 利用客数 3 ]  |
| 2002年（平成14年） | 336              | [ 利用客数 4 ]  |
| 2003年（平成15年） | 346              | [ 利用客数 5 ]  |
| 2004年（平成16年） | 333              | [ 利用客数 6 ]  |
| 2005年（平成17年） | 320              | [ 利用客数 7 ]  |
| 2006年（平成18年） | 294              | [ 利用客数 8 ]  |
| 2007年（平成19年） | 311              | [ 利用客数 9 ]  |
| 2008年（平成20年） | 308              | [ 利用客数 10 ] |
| 2009年（平成21年） | 290              | [ 利用客数 11 ] |
| 2010年（平成22年） | 241              | [ 利用客数 12 ] |
| 2011年（平成23年） | 219              | [ 利用客数 13 ] |
| 2012年（平成24年） | 222              | [ 利用客数 14 ] |
| 2013年（平成25年） | 210              | [ 利用客数 15 ] |
| 2014年（平成26年） | 196              | [ 利用客数 16 ] |
| 2015年（平成27年） | 181              | [ 利用客数 17 ] |
| 2016年（平成28年） | 171              | [ 利用客数 18 ] |
| 2017年（平成29年） | 157              | [ 利用客数 19 ] |
| 2018年（平成30年） | 142              | [ 利用客数 20 ] |
| 2019年（令和元年） | 131              | [ 利用客数 1 ]  |

## 車站周邊
- 大內道之驛（日语：道の駅おおうち） - 位於車站後方。從車站大樓設有行人通道前往該驛的停車場。在道之驛內設有溫泉設施。
- 由利本莊市綜合體育館（日语：由利本荘市総合体育館） - 同樣位於車站後方。在車站周邊設有體育廣場。
- 由利本莊市政廳大內綜合分所（前・大內町（日语：大内町 (秋田県)）公所）
- 岩谷郵局
- 長谷寺（日语：長谷寺 (由利本荘市)） - 寺內設有大佛（赤田大佛）
- 霞温泉
- 瀧溫泉（日语：滝温泉）
- 感溫館溫泉
- 小羽廣溫泉
- 國道105號（日语：国道105号）
- 日本海東北自動車道 大内系統交匯處（日语：大内ジャンクション）（岩谷道路）
- 盾構開挖折渡隧道竣工紀念碑（日本首個使用盾構開挖（鑽挖式隧道）的隧道，折渡隧道。紀念碑位於岩谷出口附近。步行30分鐘）

## 相鄰車站
東日本旅客鐵道
■羽越本線
□快速（只有下行1班）
羽後本莊→ 羽後岩谷→羽後龜田
■普通
羽後本莊－羽後岩谷－折渡（※）－羽後龜田
（※）部分列車不停折渡站。

## 其他
- 在此站至折渡站之間，設有千分之十的上斜區間。在1971年7月8日，有一架蒸氣機車牽引30卡貨車登上該上斜區間，但是發生了逆行事件，整列火車向羽後岩谷站方向逆行約1.8公里[6]。

## 注腳

### 使用狀況
1. 1 2  . 東日本旅客鉄道.   [2020-07-13]. （原始内容存档于2020-07-10） （日语）.
2. ↑  . 東日本旅客鉄道.   [2019-02-28]. （原始内容存档于2019-04-02） （日语）.
3. ↑  . 東日本旅客鉄道.   [2019-02-28]. （原始内容存档于2019-02-22） （日语）.
4. ↑  . 東日本旅客鉄道.   [2019-02-28]. （原始内容存档于2019-04-02） （日语）.
5. ↑  . 東日本旅客鉄道.   [2019-02-28]. （原始内容存档于2019-03-27） （日语）.
6. ↑  . 東日本旅客鉄道.   [2019-02-28]. （原始内容存档于2019-02-23） （日语）.
7. ↑  . 東日本旅客鉄道.   [2019-02-28]. （原始内容存档于2019-04-02） （日语）.
8. ↑  . 東日本旅客鉄道.   [2019-02-28]. （原始内容存档于2019-04-02） （日语）.
9. ↑  . 東日本旅客鉄道.   [2019-02-28]. （原始内容存档于2019-04-02） （日语）.
10. ↑  . 東日本旅客鉄道.   [2019-02-28]. （原始内容存档于2019-02-22） （日语）.
11. ↑  . 東日本旅客鉄道.   [2019-02-28]. （原始内容存档于2019-04-02） （日语）.
12. ↑  . 東日本旅客鉄道.   [2019-02-28]. （原始内容存档于2019-04-02） （日语）.
13. ↑  . 東日本旅客鉄道.   [2019-02-28]. （原始内容存档于2019-04-02） （日语）.
14. ↑  . 東日本旅客鉄道.   [2019-02-28]. （原始内容存档于2019-03-27） （日语）.
15. ↑  . 東日本旅客鉄道.   [2019-02-28]. （原始内容存档于2019-03-06） （日语）.
16. ↑  . 東日本旅客鉄道.   [2019-02-28]. （原始内容存档于2019-03-06） （日语）.
17. ↑  . 東日本旅客鉄道.   [2019-02-28]. （原始内容存档于2019-03-23） （日语）.
18. ↑  . 東日本旅客鉄道.   [2019-02-28]. （原始内容存档于2019-02-14） （日语）.
19. ↑  . 東日本旅客鉄道.   [2019-02-28]. （原始内容存档于2019-03-25） （日语）.
20. ↑  . 東日本旅客鉄道.   [2019-07-21]. （原始内容存档于2019-07-05） （日语）.

## 外部連結
- 車站資訊（羽後岩谷）：東日本旅客鐵道（日語）